# حکیم‌آباد (چناران)
حکیم‌آباد، مرکز دهستان حکیم‌آباد و روستایی از توابع بخش سیدآباد شهرستان چناران در استان خراسان رضوی ایران است.

## جمعیت
این روستا در دهستان حکیم‌آباد قرار دارد و براساس سرشماری مرکز آمار ایران در سال ۱۳۹۵، جمعیت آن ۷۷۱ نفر (۲۳۴ خانوار) بوده‌است.